# NAS (сервер)

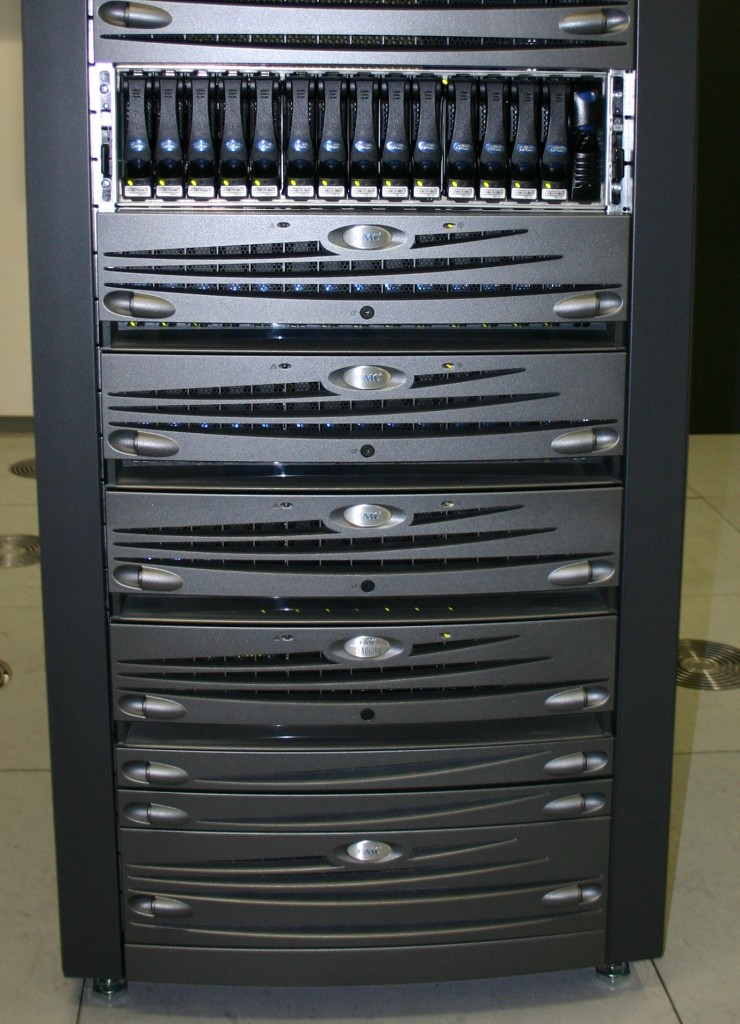
NAS система EMC

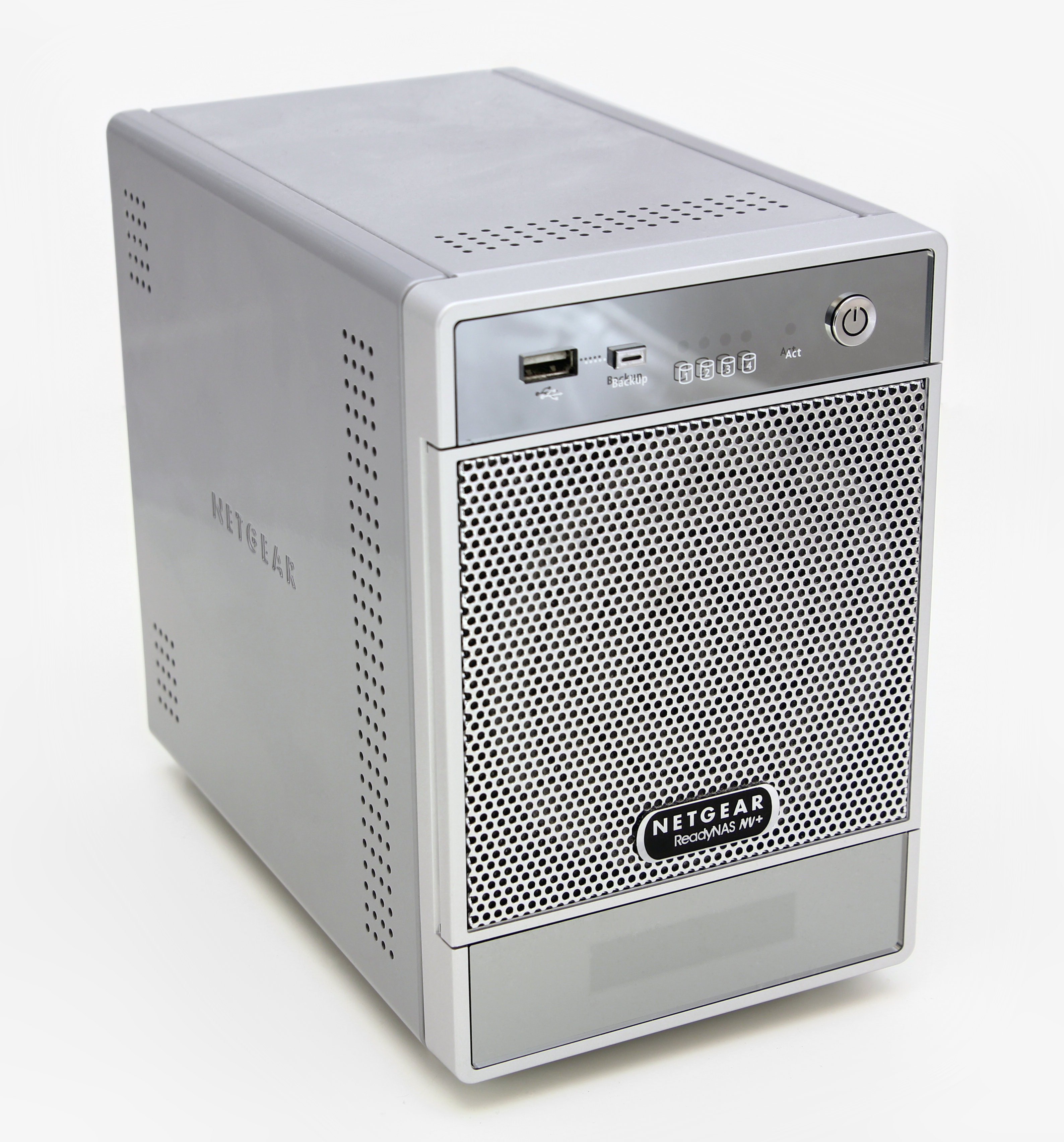
NAS-система для малого бизнеса и домашнего использования от компании NetGear.

NAS (англ. Network Attached Storage) — сервер для хранения данных на файловом уровне.
По сути представляет собой компьютер с некоторым дисковым массивом, подключённый к сети (обычно локальной) и поддерживающий работу по принятым в ней протоколам. Несколько таких компьютеров могут быть объединены в одну систему.

## Описание
NAS-узел — представляет собой отдельный компьютер или специализированное устройство, основным предназначением которого является предоставление служб для хранения данных другим устройствам в сети. Операционная система и программы NAS-модуля обеспечивают работу хранилища данных и файловой системы, доступ к файлам, а также контроль над функциями системы. Устройство не предназначено для выполнения обычных вычислительных задач, хотя запуск других программ на нём может быть возможен с технической точки зрения. Зачастую NAS-системы имеют скудный графический или консольный интерфейс или не имеют его вовсе, а все настройки и манипуляции производятся через web-интерфейс.
Полнофункциональная операционная система не нужна на устройстве NAS, поэтому часто используется урезанная операционная система. Например, FreeNAS или NAS4Free, оба решения NAS с открытым исходным кодом, реализованы как урезанная версия FreeBSD.
Системы NAS содержат один или несколько жестких дисков, которые объединены в RAID-массивы с возможностью восстановления данных при сбое. Сейчас часто используется RAID 5,6.
NAS использует сетевые протоколы, такие как NFS (популярные в системах UNIX), SMB (используется в системах семейства Windows NT), AFP (используется в системах Apple Macintosh) или NCP (используется в OES и Novell NetWare). Обычно у систем NAS присутствует множество протоколов.
Данное делегирование обязанностей хранения данных дает ряд преимуществ:
- Обеспечивает надёжность хранения данных
- Лёгкость доступа для многих пользователей
- Лёгкость администрирования
- Масштабируемость

NAS-системы позволяют использовать такое решение, как кластеры для высоко нагруженных приложений.

## Сравнение с SAN

Различия между NAS и SAN

В случае NAS данные хранятся на некоем сервере с локально подключённым массивом дисков, и в сеть для других компьютеров они предоставляются в виде файлов по высокоуровневым прикладным протоколам (SMB/CIFS, NFS, FTP, SFTP, HTTP, WebDAV, DC, BitTorrent и др.)
В случае SAN есть хранилище данных — дисковый массив. Дисковый объём этого хранилища нарезается на логические единицы LUN (Logical Unit Number) и клиентам предоставляются именно LUN’ы (то есть куски дискового пространства). Созданием в этом дисковом пространстве, предоставленном хранилищем, дисковых разделов, файловых систем и размещением файлов занимается уже тот сервер, которому был презентован этот LUN. Само хранилище знает только о LUN’ах, и не знает ничего о более высокоуровневых логических структурах на этом диске (типа файловых систем и файлов).

## История
В начале 1980 г. Брайан Ранделл (англ. Brian Randell) и его коллеги из Ньюкаслского университета разработали и показали удалённый доступ к файлам между несколькими машинами UNIX.
В 1983 г. компанией Novell была выпущена операционная система NetWare и протокол NCP
В 1984 г. компанией Sun Microsystems был разработан сетевой протокол NFS, позволивший клиентам легко получить доступ к общим ресурсам, находящимся на сервере. Данный протокол остается актуальным.
Компанией Microsoft была разработана сетевая операционная система LAN Manager и собственный протокол.
Компания 3Com первой выпустила проприетарное серверное ПО 3Server и 3+Share.
Вдохновленные успехами Novell, IBM и Sun, несколько фирм начали разработку специализированных NAS. В то время как 3Com была одной из первых фирм по созданию специализированного NAS для настольных операционных систем, Auspex Systems одна из первых разработала выделенный сервер NFS для использования на рынке UNIX. Группа инженеров Auspex откололась в начале 1990-х годов, чтобы создать интегрированный NetApp filter, который поддерживал как CIFS Windows, так и протоколы NFS UNIX, а также обладал превосходной масштабируемостью и простотой развертывания. Это дало начало проприетарным NAS-устройствам, которые теперь возглавляют NetApp и EMC Celerra.
Начиная с начала 2000-х годов появилась серия стартапов, предлагающих альтернативные решения с одним фильтром в виде кластерных NAS — Spinnaker Networks (приобретенных NetApp в феврале 2004 г.), Exanet (приобретенных Dell в феврале 2010 г.), Gluster (приобретенный RedHat в 2011 году), ONStor (приобретенный LSI в 2009 году), IBRIX (приобретенный HP), Isilon (приобретенный EMC — ноябрь 2010 года), PolyServe (приобретенный HP в 2007 году), Panasas и другие.
В 2009 году поставщики NAS (в частности, CTERA Networks и Netgear) начали внедрять online backup, интегрированные в свои устройства NAS, для онлайн-восстановления после сбоя.
В последнее время получают распространение так называемые мини-серверы, в которых функции NAS объединены с дополнительными службами, как например, фотогалерея, медиацентр, BitTorrent и eMule клиенты, почтовый сервер, станция видеонаблюдения и т. д. Такие устройства предназначены, в первую очередь, для SOHO-рынка, поэтому в них редко устанавливается более 4 жёстких дисков. Основное преимущество таких систем состоит в их низкой стоимости по сравнению с полноценными серверами и высокой степени интеграции.
Очень часто при расширении компании, когда требуется увеличение общего дискового пространства, менеджеры сталкиваются с выбором между серверами и NAS для обеспечения всего лишь общего доступа к файлам. В этом случае NAS имеют преимущества не только по цене, скорости ввода в эксплуатацию, простоте настройки, но и по стоимости содержания.

## Самостоятельная сборка
Кроме покупки готового NAS, среди домашних пользователей является достаточно популярной тема сборки своего NAS, особенно в IT-сообществе. Как правило, собранный NAS используется для хранения фотографий, файлов, которые не хотелось бы потерять. Также нередко он выступает в виде домашнего медиасервера.